# Мухаммед Саид ас-Саххаф
Мухаммед Саид ас-Сахаф (араб. محمد سعيد الصحاف‎; 30 июля 1940, Хилла, Королевство Ирак) — иракский государственный и политический деятель, министр иностранных дел Ирака в 1992—2001, министр информации в 2001—2003 годах.
Приобрёл известность в ходе Иракской войны за свои пропагандистские заявления, превозносившие непобедимость иракской армии и восхвалявшие президента Саддама Хусейна.

## Биография доИракской войны
Родился в городе Хилла близ Кербелы в шиитской семье; изучал журналистику в Багдадском университете, получил степень магистра английской литературы; планировал стать учителем английского языка, пока в 1963 не вступил в партию «Баас»; в первые дни после переворота зачитывал сообщения на телевидении о казнях противников режима. Служил послом в Швеции, Бирме и Италии, а также представителем Ирака при ООН, прежде чем был назначен министром иностранных дел в 1992 году. Причины его отставки в апреле 2001 остаются неизвестными — предполагалось, что на принятие решения повлиял сын Саддама Хусейна Удей.

## Иракская война
Во время боевых действий ас-Сахаф проводил ежедневные брифинги для журналистов, которые дали ему прозвище «Багдадский Боб» по аналогии с прозвищами дикторов-пропагандистов «Ханны из Ханоя» и «Сеульской Сью», а также «Комический Али» (Comical Ali), по аналогии с «Химическим Али». Он заявлял, что американские солдаты «сотнями» совершали самоубийства и отрицал присутствие американских танков в Багдаде, своё последнее заявление сделал 8 апреля, сказав, что 
американцы сдадутся, либо будут сожжены в их танках. Они сдадутся, это они будут вынуждены сдаться.
 24 апреля в интервью NBC Джордж Буш похвалил ас-Сахафа, заявив, что тот «был великолепен».

## Жизнь послевойны
25 июня лондонская Daily Mirror, The Washington Times и другие издания сообщили, что бывший министр был захвачен войсками коалиции в Багдаде, однако подтверждения со стороны официальных лиц не последовало, семья ас-Сахафа в эфире телеканала «Абу-Даби» также отрицала его пленение; 26 июня он дал интервью на «Аль-Арабии», в котором заявил, что был арестован американцами, допрошен и отпущен.
В марте 2008 проживал в Объединённых Арабских Эмиратах.